# NGC 4467
NGC 4467 ist eine elliptische Zwerggalaxie vom Hubble-Typ E2 im Sternbild Jungfrau an der Ekliptik. Sie ist schätzungsweise 61 Millionen Lichtjahre von der Milchstraße entfernt und hat einen Durchmesser von etwa 20.000 Lichtjahren. Unter der Katalognummer VCC 1192 ist sie als Mitglied des Virgo-Galaxienhaufens aufgeführt. 

Im selben Himmelsareal befinden sich u. a. die Galaxien NGC 4464, NGC 4465, NGC 4470, NGC 4472.
Das Objekt wurde am 28. April 1851 vom deutschen Astronomen Otto Wilhelm von Struve entdeckt.